# Beehive

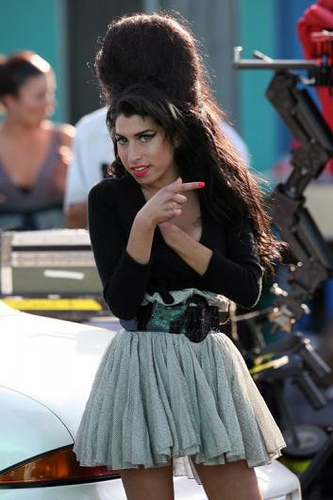
Amy Winehouse con su icónico beehive

El beehive o colmena es un complicado peinado femenino que recibe su nombre por la similitud de este a una colmena. Es una versión elaborada de los peinados grandes que consiste en fijar una masa de cabello sobre el cráneo. El beehive se basa en el bouffant, un peinado de los años 1950, y logra alcanzar gran popularidad en la década de 1960. El beehive también es conocido como B-52, por su similitud con la nariz del avión bombardero Boeing B-52 Stratofortress.

## Historia
El beehive se origina en Estados Unidos, basado en peinados anteriores como el bouffant y el pageboy. Se reconoce a Margaret Vinci Heldt, una estilista estadounidense, como la que desarrolló el peinado en el año 1960, cuando una revista le propuso crear un peinado innovador. Pronto se difundió en todo Estados Unidos, entre mujeres que querían parecer más altas, y no perdió popularidad hasta mediados de los 60. Fue utilizado, entre otras, por la famosa cantante Dusty Springfield.
En las décadas siguientes el beehive se convirtió en un icono de esos años, como un signo de extravagancia. Varias celebridades como Kate Pierson, cantante de los The B-52's, y Amy Winehouse han revivido el peinado, que ha sido utilizado también para el personaje de Marge Simpson.

## Proceso
Para lograr el beehive se recurre a varios productos como acondicionadores y cremas de moldeado. Asimismo, para fijar el peinado es también importante el uso de sprays y pasadores para darle forma a la "corona", y lavar, secar y aplicar acondicionador antes de iniciar. Con el uso de pasadores se debe formar la corona, luego aplicar spray o gel y finalmente retirar los pasadores.